# Csikóstőttős
Csikóstőttős (vyslovováno [čikóštetéš], německy Tiedisch) je vesnice v Maďarsku v župě Tolna, spadající pod okres Dombóvár. Nachází se asi 5 km jižně od Dombóváru. V roce 2015 zde žilo 828 obyvatel. Dle údajů z roku 2011 tvoří 89,4 % obyvatelstva Maďaři, 9,3 % Němci, 3 % Romové, 0,3 % Chorvati a 0,2 % Rumuni.
Sousedními obcemi jsou vesnice Kaposszekcső a město Mágocs.